# جیمی لایدن
جیمی لایدن (انگلیسی: Jimmy Lydon؛ زادهٔ ۳۰ مهٔ ۱۹۲۳ – ۹ مارس ۲۰۲۲) یک بازیگر سینما و تهیه‌کننده تلویزیونی اهل ایالات متحده آمریکا بود.